# Santana's Greatest Hits
Santana's Greatest Hits je prvi kompilacijski album skupine Santana, ki je izšel leta 1974. Album vsebuje uspešnice s prvih treh albumov skupine. Santana's Greatest Hits je najbolje prodajan kompilacijski album skupine. V ZDA je bilo prodanih več kot 7 milijonov izvodov tega albuma, po svetu pa več kot 8 milijonov izvodov.

## Seznam skladb
| Stran A | Stran A                      | Stran A                                                                     | Stran A        | Stran A |
| Št.     | Naslov                       | Pisec                                                                       | Z albuma       | Dolžina |
| ------- | ---------------------------- | --------------------------------------------------------------------------- | -------------- | ------- |
| 1.      | „Evil Ways‟ (singl verzija)  | Clarence "Sonny" Henry                                                      | Santana (1969) | 3:00    |
| 2.      | „Jingo‟                      | Babatunde Olatunji                                                          | Santana (1969) | 2:44    |
| 3.      | „Hope You're Feeling Better‟ | Gregg Rolie                                                                 | Abraxas (1970) | 4:11    |
| 4.      | „Samba Pa Ti‟                | Carlos Santana                                                              | Abraxas (1970) | 4:47    |
| 5.      | „Persuasion‟ (singl verzija) | Santana, Rolie, José Areas, David Brown, Michael Shrieve, Michael Carabello | Santana (1969) | 2:34    |

| Stran B         | Stran B                             | Stran B                     | Stran B            | Stran B |
| Št.             | Naslov                              | Pisec                       | Z albuma           | Dolžina |
| --------------- | ----------------------------------- | --------------------------- | ------------------ | ------- |
| 1.              | „Black Magic Woman‟ (singl verzija) | Peter Green                 | Abraxas (1970)     | 3:17    |
| 2.              | „Oye Como Va‟                       | Tito Puente                 | Abraxas (1970)     | 4:19    |
| 3.              | „Everything's Coming Our Way‟       | Santana                     | Santana III (1971) | 3:16    |
| 4.              | „Se a Cabó‟                         | Areas                       | Abraxas (1970)     | 2:51    |
| 5.              | „Everybody's Everything‟            | Santana, Tyrone Moss, Brown | Santana III (1971) | 3:31    |
| Skupna dolžina: | Skupna dolžina:                     | Skupna dolžina:             | Skupna dolžina:    | 34:31   |

## Zasedba

### Santana
- Carlos Santana – kitara, vokali
- Gregg Rolie – klaviature, solo vokali
- David Brown – bas kitara
- Michael Shrieve – bobni
- Michael Carabello – konge, tolkala
- José "Chepito" Areas – timbales, konge, tolkala
- Neal Schon – kitara (8, 10)

### Gostje
- Thomas "Coke" Escovedo – tolkala, vokali (8, 10)
- Tower of Power – trobilna sekcija (10)
- Linda Tillery – spremljevalni vokali (8, 10)
- Greg Errico – tamburin (8, 10)
- Rico Reyes – tolkala, spremljevalni vokali (3, 4, 6, 7, 9)
- Steven Saphore – tabla (3, 4, 6, 7, 9)

## Lestvice in certifikati
| Leto | Lestvica          | Mesto |
| ---- | ----------------- | ----- |
| 1974 | Billboard 200     | 17    |
| 1974 | Ö3 Austria Top 40 | 4     |
| 1974 | Dutch MegaCharts  | 19    |
| 1974 | UK Albums Chart   | 14    |

| Regija                    | Certifikat   | Prodaja   |
| ------------------------- | ------------ | --------- |
| Kanada (Music Canada)     | Platinast    | 100,000   |
| Francija (SNEP)           | 2x zlat      | 200,000   |
| Nemčija (BVMI)            | Platinast    | 500,000   |
| ZDA (RIAA)                | 7x platinast | 7,000,000 |
| Združeno kraljestvo (BPI) | Zlat         | 150,000   |